# Невский, Григорий Кириллович
Григорий Кириллович Невский (1864—1940) — русский советский актёр и режиссёр, Герой Труда. Заслуженный деятель искусств РСФСР (1940).

## Биография
Родился 20 декабря 1864 года.
Свою деятельность начал в 1879 году.
В дореволюционном театре он возглавлял ряд антреприз. С 1899 года работал как режиссёр в Киеве, Могилёве, Двинске, Таганроге, Оренбурге, Симбирске, Томске, Красноярске, Чите, Житомире, Барнауле, Самаре и других городах.
Умер 11 августа 1940 года от рака желудка.
Невский был характерным актером, играл главным образом комедийные роли: Бобчинский; Шмага; Расплюев («Свадьба Кречинского»), Худобаев («Светит, да не греет» Островского и Соловьёва) и др.

## Награды и Звания
- Герой Труда.
- Заслуженный деятель искусств РСФСР (1940), профессор.